# ꬿ
Cette page contient des caractères spéciaux ou non latins. S’ils s’affichent mal (▯, ?, etc.), consultez la page d’aide Unicode.
Le ꬿ, appelé o ouvert barré obliquement, est une lettre additionnelle latine utilisée dans la transcription phonétique d’Otto Bremer,.

## Utilisation

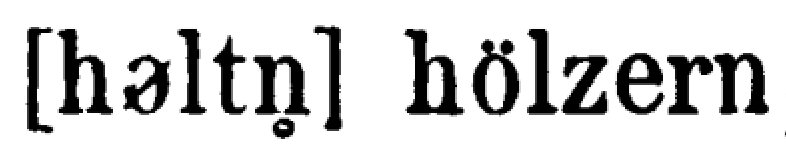
Mot transcrit avec ꬿ dans Larsson 1917

En 1898, Otto Bremer utilise le o ouvert barré ‹ ꬿ ›  dans sa transcription phonétique. On le retrouve dans certains ouvrages dialectologiques de la fin du XIXe siècle ou du début du XXe siècle, par exemple il est par Emil Maurmann en 1898. Gesinus Gerhardus Kloeke en 1913 et 1914 et Hugo Larsson en 1917 utilisent ‹ ꬿ › dans une variation de la transcription de Bremer, avec les caractères romains contraiement à l’italique de Bremer.

## Représentations informatiques
Cette lettre peut être représentée avec les caractères Unicode (Latin étendu E) suivants :
| formes    | représentations | chaînes de caractères | points de code | descriptions                           |
| --------- | --------------- | --------------------- | -------------- | -------------------------------------- |
| minuscule | ꬿ               | ꬿ                     | U+AB3F         | lettre minuscule latine o ouvert barré |